# 岐阜市立厚見中学校
岐阜市立厚見中学校（ぎふしりつ あつみちゅうがっこう）は、岐阜県岐阜市上川手にある公立中学校。
岐阜市立厚見小学校との小中一貫校（岐阜市型小中一貫校舎）であり、「岐阜市立厚見学園　厚見中学校」とも称する。

## 沿革
- 1973年（昭和48年）4月1日 - 岐阜市岐南町組合立厚八中学校が分割され、岐阜市の一部（旧・稲葉郡厚見村）を校区として開校。校舎は旧・厚八中学校の校舎を使用。
- 1977年（昭和52年）2月21日 - 放火により、本館の一部が焼失。
- 1981年（昭和56年）3月11日 - 火災により北舎の一部が焼失。
- 1982年（昭和57年）
  - 3月15日 - 現在地に新校舎（鉄筋コンクリート造　一部5階建）が完成。
  - 4月6日 - 新校舎での授業を開始。
  - 10月2日 - 体育館が完成。
- 2013年（平成25年） - 岐阜市立厚見小学校との厚見学園コミュニティ・スクールを設置する。
- 2020年（令和2年）4月 - 厚見小学校との岐阜市型小中一貫校となる。

## 進学前小学校[1]
- 岐阜市立厚見小学校

## 周辺施設
- 茶所駅
- 岐南駅
- 名古屋鉄道犬山検査場茶所検車支区
- 済美高等学校

## 交通機関
- 岐阜バス岐南町線「領下」バス停下車　徒歩10分

## その他
- 岐阜バス岐阜川島線（2022年3月廃止）の「厚見中学校前」バス停は岐南町みやまち1丁目にあった。これは、厚八中学校が存在していたとき、「厚八中学校前」として設置された位置から移動していないためである。昭和50年代前半までは、バス停の表示は、「厚見中学校前（旧厚八中学校前）」と記載されていた。